# Эрзянская Википедия
Эрзянская Википедия (эрз. Эрзянь Википедия) — раздел Википедии на эрзянском языке. Запущен 26 мая 2008 года (ранее находился в инкубаторе).
По состоянию на 14:23 (UTC) 16 июля 2025 года раздел содержит 7867 статей, занимая по этому параметру 193-е место среди всех языковых разделов.
В разделе зарегистрировано 14 264 участника, 4 из них имеют статус администратора; 17 участников совершили какие-либо действия за последние 30 дней; общее число правок за время существования раздела составляет 152 580.

## История
С инициативой проекта в июле 2007 года выступил участник русского раздела Википедии Андрей Суриков, живущий в Москве. В инициативную группу вошли также американский лингвист Джек Рютер, преподающий эрзянский язык в Финляндии, журналист из Санкт-Петербурга Андрей Петров (Петрянь Андю) и ульяновский инженер-программист Михаил Степченко.
19 февраля 2008 года языковой комитет Википедии признал «Эрзянскую Википедию» успешным проектом, утвердив его готовность и соответствие установленным требованиям. После этого в течение 4-х месяцев специалисты готовили платформу для переноса информации из инкубатора, проверяли подлинность статей. 26 мая 2008 года проект был официально запущен по адресу myv.wikipedia.org, куда были автоматически перенесены все ранее созданные в Викиинкубаторе страницы. Примечательно, что в тот же день были созданы также Мокшанский и Якутский разделы.
Администраторами эрзянского раздела на первые полгода выбраны Петрянь Андю, Андрей Суриков и Джек Рютер.
16 мая 2015 года количество статей в разделе перевалило за 2000.
11 октября 2017 года в разделе была написана 4000 статья. По словам участника раздела Ильи Всёравнова: 

Очень чувствуется нехватка человеческих ресурсов. Раздел буквально держится на постоянной работе нескольких человек. При том, что, например раздел Википедии на вепсском языке практически при отсутствии носителей языка в настоящий момент, превосходит эрзянский раздел по количеству статей почти в два раза. Трудно судить о причинах этого, но кажется эрзянам сегодня не хватает сплочённости, даже в деле поддержки интернет-проектов.
— n:В Эрзянской Википедии пройден рубеж из 4000 статей
6 мая 2020 года создана 6000-я по счёту статья. Среди разделов на финно-угорских языках Эрзянская Википедия по этому параметру находилась на тот момент на 8 месте (после Финской, Венгерской, Эстонской, Горномарийской, Луговомарийской, Северносаамской и Вепсской).